# Dave Balon
David Alexander "Dave" Balon (Wakaw, Saskatchewan, 1938. augusztus 2. – Prince Alberta, Saskatchewan, 2007. május 29.) kanadai profi jégkorongozó.

## Karrier
Komolyabb junior karrierje a Saskatchewan Junior Hockey Leagueben (SJHL) kezdődött a Prince Albert Mintos csapatában 1955-ben. Ebben a csapatban három szezont játszott. Ezután a Western Hockey Leaguebe (WHL) került, ahol egy játszott szezont a Vancouver Canucks-ban és egyet a Saskatoon Quakersben. Közben játszott a Regina Patsban 16 kupa mérkőzést. Már a New York Rangershöz tartozott de még csak a farmcsapatokban játszott. 1959-ben került a Rangerhez három mérkőzésre, majd egyből visszaküldték a Vancouver Canucksba és az Eastern Professional Hockey Leagueben (EPHL) szereplő Trois-Rivieres Lionsba. 1960-ban ismét játszhatott a Rangersben de hamar visszaküldték a Kitchener-Waterloo Beavers, ami szintén EPHL-es csapat. A következő idényben ugyan ez történt. 1962–1963-ban játszott teljes idényt az NHL-ben a Rangersben. 1963-ban a Montréal Canadienshez került, ahol három szezon alatt két Stanley-kupát nyert. 1966-ban leküldték a Houston Apollosba ami CPHL-es csapat. 1966–1967-ben még egy fél idényt játszott a Montréalban majd a következő szezonban a Minnesota North Starsba került egy idényre. 1968-ban visszakerült a New York Rangershez négy szezonra. Az 1971–1972-es szezon közben került a Vancouver Canuckshoz két idényre, mely ekkor már NHL-es csapat volt. Ekkor kezdtek Dave-en jelentkezni a sclerosis multiplex jelei, melyet nem diagnosztizáltak csak visszavonulása után. Még néhány mérkőzést játszott a World Hockey Associationban szereplő Nordiques de Québeckel és az American Hockey Leagueben játszó Binghamton Dustersszal, de 1974-ben kénytelen volt visszavonulni a betegsége miatt.

## Edzői karrier
1976–1977-ben az SJHL-ben a Humboldt Broncos edzője volt de a csapat gyengén szerepelt az irányítása alatt. 1978–1979-ben is ő volt az edző ennél a csapatnál és 60 mérkőzésből 31-et megnyertek. A következő szezon közben viszont kirúgták.

## Díjai
- NHL All-Star Gála: 1965, 1967, 1968, 1971
- Stanley-kupa: 1965, 1966